# Linnéträdgården

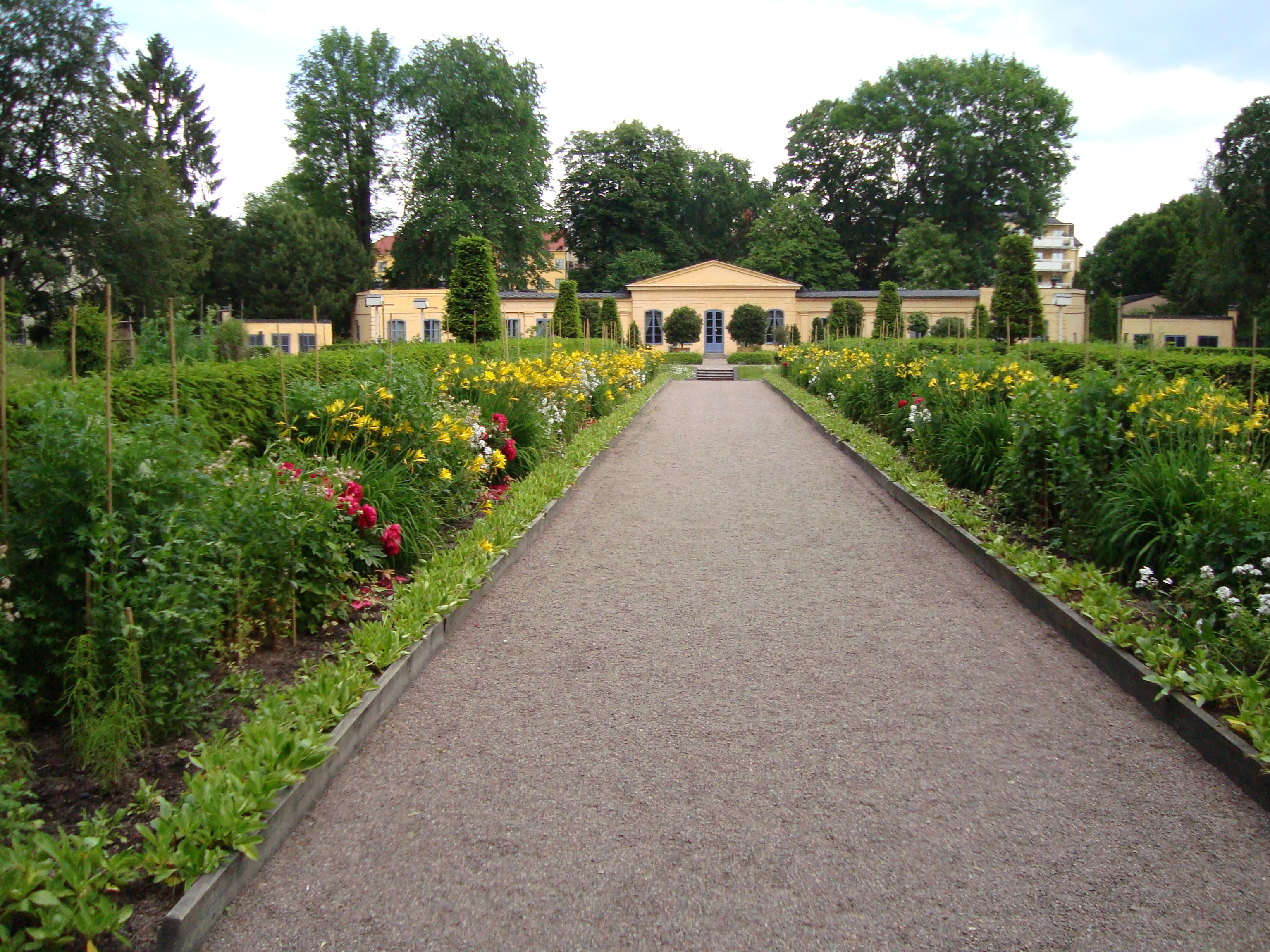
Hårlemans orangeri i Linnéträdgården.

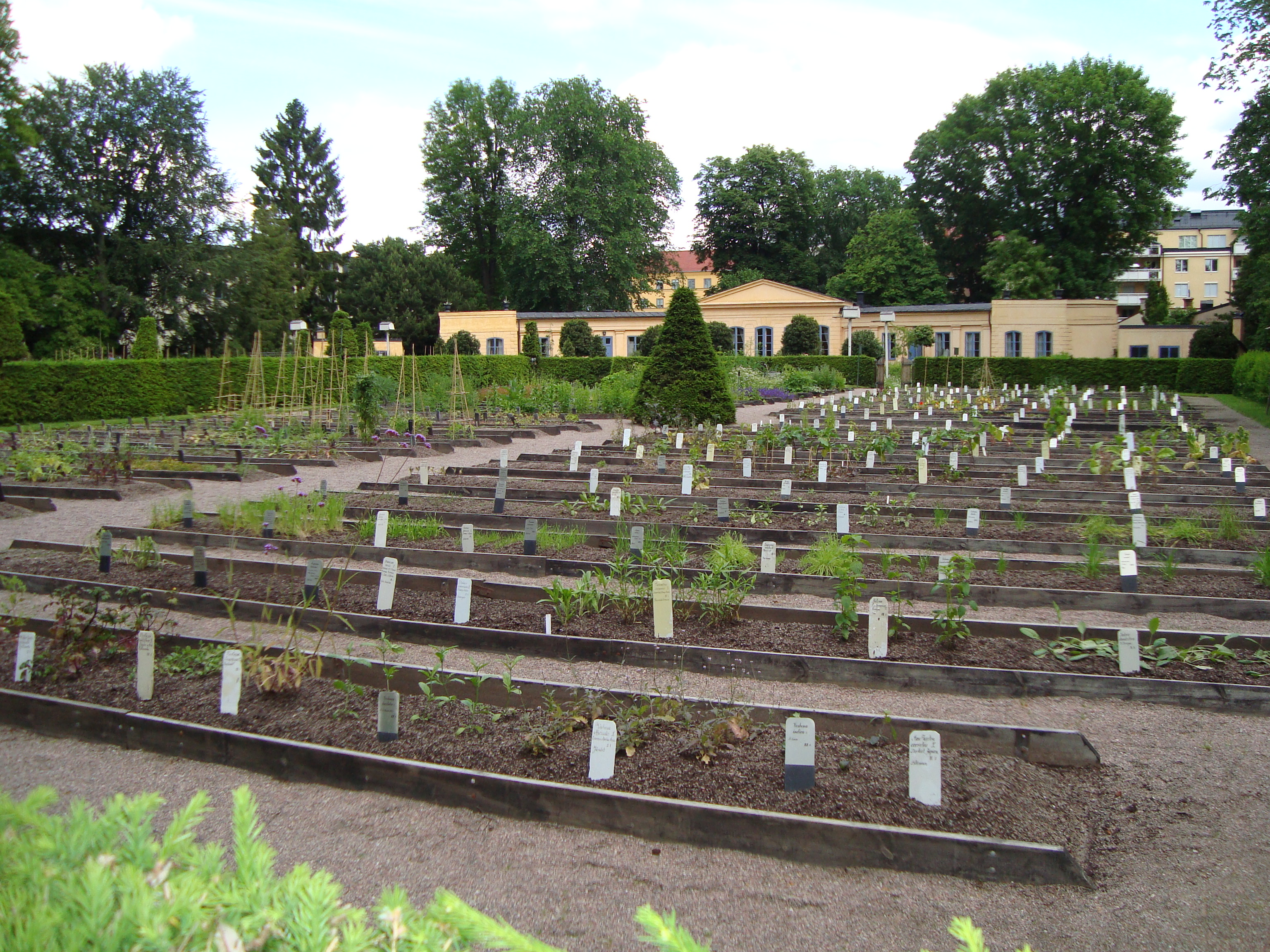
Annuella kvarteret.

Linnéträdgården är en botanisk trädgård vid Svartbäcksgatan i Uppsala. Den har sitt namn efter Carl von Linné, men grundlades redan 1655 av Olof Rudbeck d.ä.

## Historik

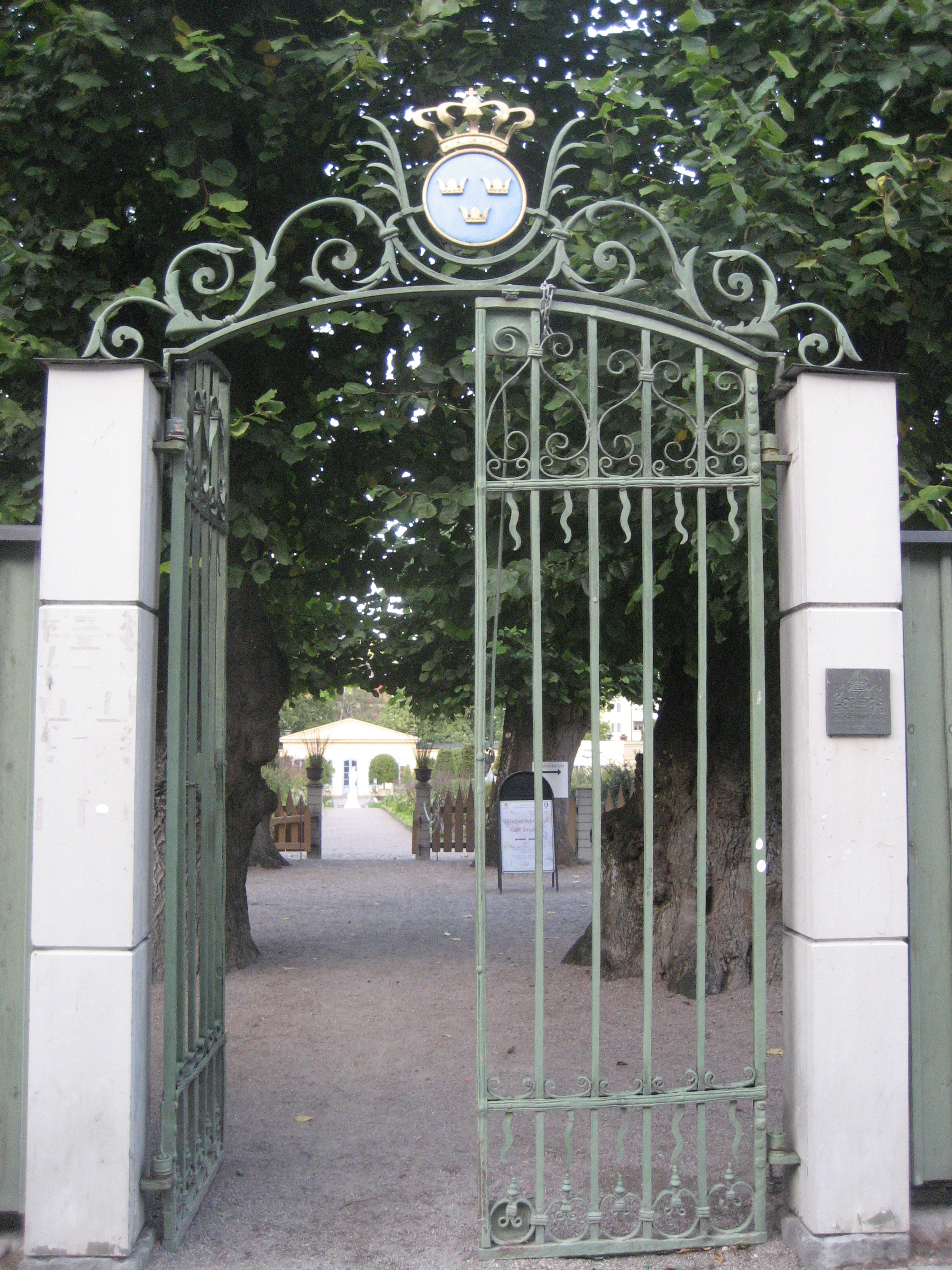
Linnéträdgårdens huvudentré. (2014)

Tomten skänktes av den barnlöse professor Olaus Stenius, som avled 1660, för att användas som trädgård. Stenius efterträdare som professor i medicin, Olof Rudbeck d.ä., byggde upp trädgården som ursprungligen anlades 1655. Efter dennes död 1702 förföll trädgården snabbt. Trädgårdens goda rykte levde dock kvar och när en ung Carl Linnæus, som studerade vid Lunds universitet 1727–1728, fick höra talas om den, beslöt han att byta lärosäte och flytta till Uppsala universitet.
Det berättas att Linnæus en vårdag 1729 befann sig i den ganska vildvuxna rudbeckska trädgården och undersökte vårblommorna. Han mötte av en ren tillfällighet amatörbotanisten professor Olof Celsius d.ä. De båda talades vid, och Celsius häpnade över den för honom okände unge studentens kunskaper och tog honom under sitt beskydd.
Carl Linnæus blev föreståndare för trädgården 1741, och arrangerade växterna enligt sitt sexualsystem. Han lät bland annat uppföra ett nytt orangeri, ritat av Carl Hårleman. Som trädgårdsmästare anställdes redan 1739 tysken Dietrich Nietzel, som Linné hade lärt känna under sin vistelse hos George Clifford på Hartekamp i Holland. Linnés efterträdare Carl Peter Thunberg genomförde flytten av den botaniska trädgården till slottsträdgården, den nuvarande Botaniska trädgården.
År 1817 byggdes orangeriet i trädgården om till nationsbyggnad för Östgöta nation, en funktion byggnaden innehade fram till 1885.
Efter att under 1800-talet ha varit park, återställdes Linnéträdgården av Svenska Linnésällskapet, under vars förvaltning den var ställd 1918–1978. Från den 1 augusti 1978 övertogs förvaltningen av universitetet.
Linnéträdgården är sedan 1935 ett byggnadsminne, och fanns sedan 1986 avbildad på den svenska 100-kronorssedeln fram till 2016, då Sverige fick nya sedlar. Mot Svartbäcksgatan ligger Linnémuseet, som Olof Rudbeck d.ä. lät uppföra i slutet av 1600-talet som bostad för trädgårdens föreståndare. Utanför museet finns en staty över Carl von Linné av Carl Eldh.

## Linnémuseet
Huvudartikel: Linnémuseet
Linnémuseet ligger i Carl von Linnés tidigare professorsbostad i trädgården. Denna var under 1800-talet tjänstebostad för universitetets director musices. Den siste som bodde där var Hugo Alfvén, som flyttade till det nya Musicum vid mitten av 1930-talet.
Huset var under slutet av 1700-talet ett internationellt centrum för medicinsk och naturvetenskaplig forskning. Carl von Linné undervisade i övervåningens föreläsningssal och skrev sina böcker och sin korrespondens över hela världen i studerkammaren med utsikt över trädgården.